# Fountain Lake (Arkansas)
Fountain Lake es un pueblo ubicado en el condado de Garland en el estado estadounidense de Arkansas. En el Censo de 2010 tenía una población de 503 habitantes y una densidad poblacional de 49,78 personas por km².

## Geografía
Fountain Lake se encuentra ubicado en las coordenadas 34°36′50″N 92°55′11″O / 34.61389, -92.91972. Según la Oficina del Censo de los Estados Unidos, Fountain Lake tiene una superficie total de 10.1 km², de la cual 10.1 km² corresponden a tierra firme y (0%) 0 km² es agua.

## Demografía
Según el censo de 2010, había 503 personas residiendo en Fountain Lake. La densidad de población era de 49,78 hab./km². De los 503 habitantes, Fountain Lake estaba compuesto por el 91.05% blancos, el 2.78% eran afroamericanos, el 0.6% eran amerindios, el 1.19% eran asiáticos, el 0% eran isleños del Pacífico, el 0.8% eran de otras razas y el 3.58% pertenecían a dos o más razas. Del total de la población el 1.19% eran hispanos o latinos de cualquier raza.